# Johanne Rigoulot
Pour les articles homonymes, voir Rigoulot.
Johanne Rigoulot est une romancière, scénariste et productrice française née en 1974 à Saint-Rémy.
Elle est intervenante à l'Académie libanaise des beaux-arts (ALBA)[réf. nécessaire].

## Œuvres

### Romans
- Et à la fin tout le monde meurt, Flammarion, J'ai Lu, 2007. Prix Marie-Claire du Premier Roman[2].
- Bâti pour durer, Fayard, 2012[3].
- Un dimanche matin, Éditions des Équateurs, 2019[4].
- Une fille de province, Éditions les Avrils, 2023[5].

### Scénarios
- 2012 : Mortel Été, réalisé par Denis Malleval avec Aïssa Maïga, Bruno Solo et Anémone
- 2017 : Né sous silence, réalisé par Thierry Binisti avec Odile Vuillemin, Nicolas Briançon, Michèle Bernier
- 2018 : Deux gouttes d'eau, adapté de Jacques Expert, réalisé par Nicolas Cuche avec Sylvie Testud, Michael Youn, Marie-Christine Barrault, Camille Aguilar
- 2019 : Disparition inquiétante, réalisé par Arnauld Mercadier avec Sara Forestier, Valérie Karsenti, Pierre Rochefort
- 2021 : Une affaire personnelle, réalisé par Arnauld Mercadier avec Sara Forestier et Pierre Rochefort
- 2024 : Disparition inquiétante (série, épisode 6 « Peur sur le campus ») de Sylvie Ayme

## Production audiovisuelle
- L'Affaire Gordji, Histoire d'une cohabitation (Canal+, 2012). Un film de Guillaume Nicloux, écrit par Marc Syrigas, avec Thierry Lhermitte, Michel Duchaussoy, Éric Elmosnino et Michel Houellebecq.
- Les Amis à vendre (Arte, 2013). Un film de Gaetan Bevernaege, écrit par Gabor Rassov, avec Didier Bénureau et Romane Bohringer.

### Autres
Elle a, par ailleurs, collaboré au Larousse du cinéma sous la direction de Laurent Delmas et Jean-Claude Lamy, 2005.